# Lista de shows do Bruno Mars
Bruno Mars é um cantor americano que possui 777 shows ao longo de sua carreira. Esses shows se dividem entre muitos dos principais países, como Alemanha, Brasil, França e, o principal e mais frequentado país, os Estados Unidos.
1. ↑  «Bruno Mars Concert Setlists». setlist.fm (em inglês). Consultado em 29 de julho de 2025